# Kugelfingergeckos
Die Kugelfingergeckos (Sphaerodactylus) sind eine Geckogattung. Die meisten Arten sind sehr klein, die größten messen nicht mehr als etwa 8 cm. Viele Arten sind auffällig gefärbt, einige zeigen einen deutlichen Geschlechtsdimorphismus.
Als die kleinste Echse der Welt gilt Sphaerodactylus ariasae, der eine durchschnittliche Gesamtlänge von 3 cm erreicht. Ohne Schwanz wäre der Gecko nur noch halb so groß. Ein ausgewachsenes Tier bringt es auf ein Gewicht von 0,15 g. Diese Gecko-Art lebt auf der Insel Beata vor der Küste der Dominikanischen Republik in der Karibik.

## Verbreitung
Das Verbreitungsgebiet reicht von Florida über Mittelamerika und die karibischen Inseln bis ins nördliche Südamerika. Die Tiere leben zwischen Falllaub und im Wurzelbereich von Bäumen. Einige Arten sind Kulturfolger und leben in Parkanlagen, Plantagen oder Gärten.

## Arten

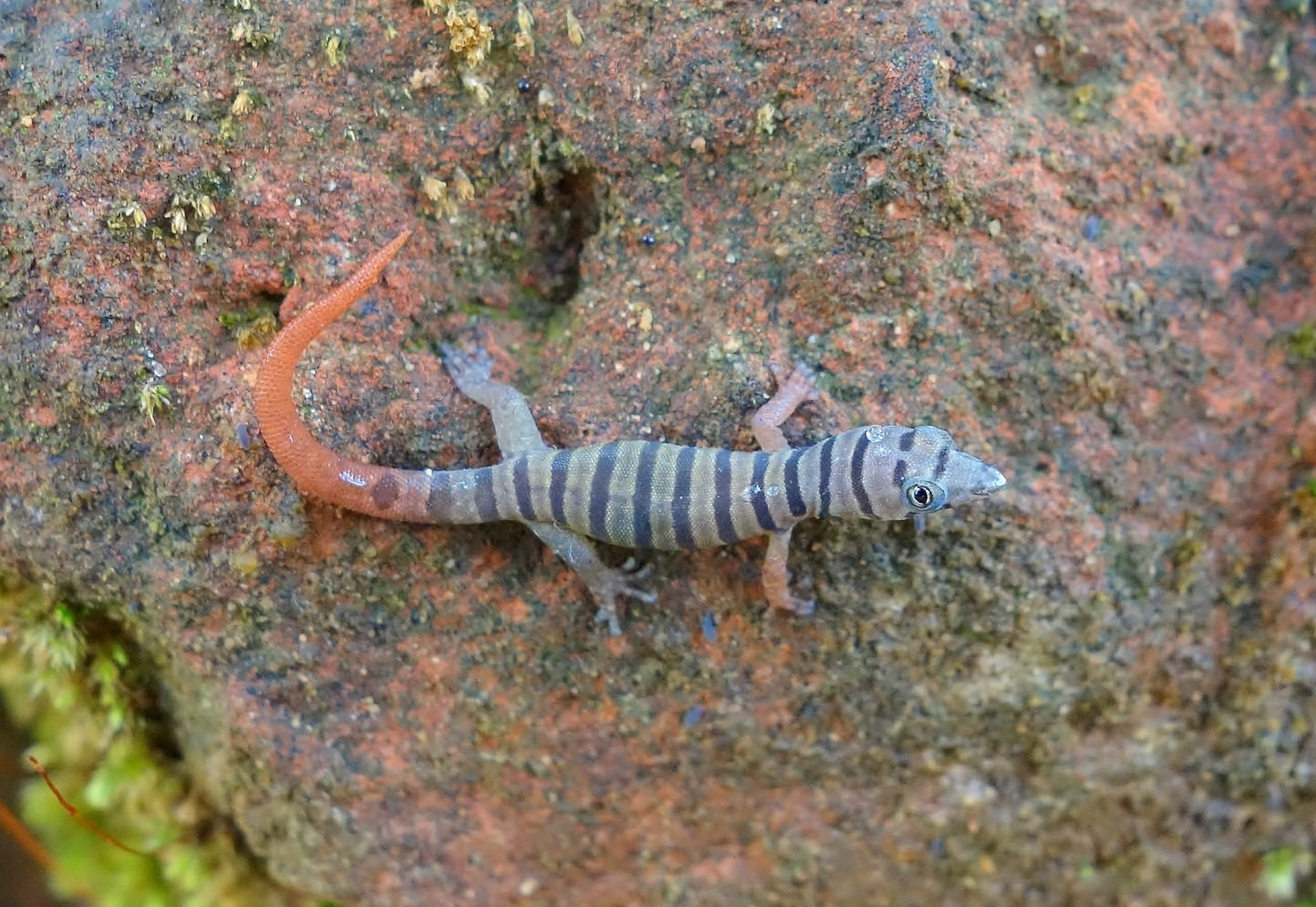
Sphaerodactylus elegans auf Kuba

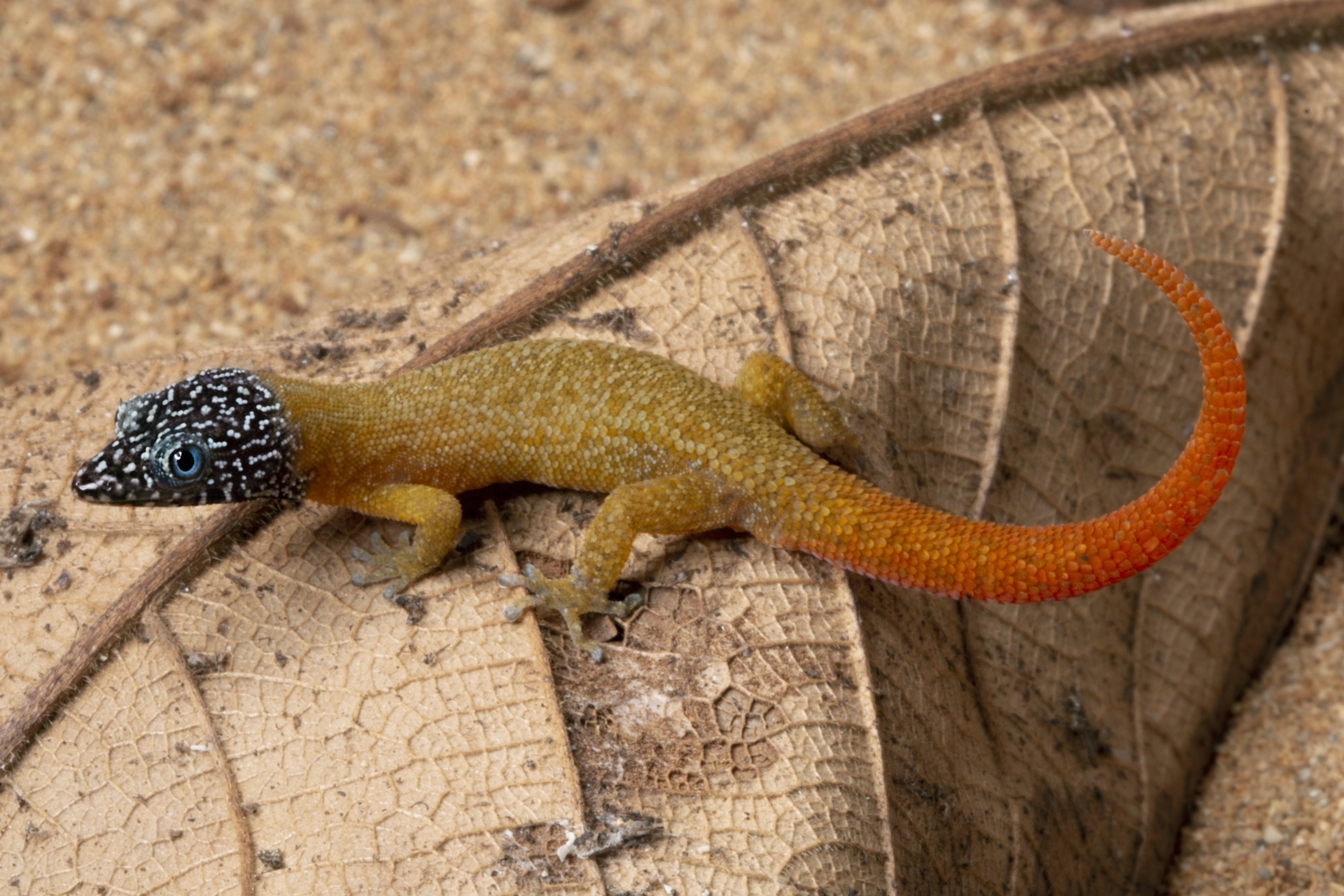
Sphaerodactylus fantasticus auf der Insel Basse-Terre in der Karibik

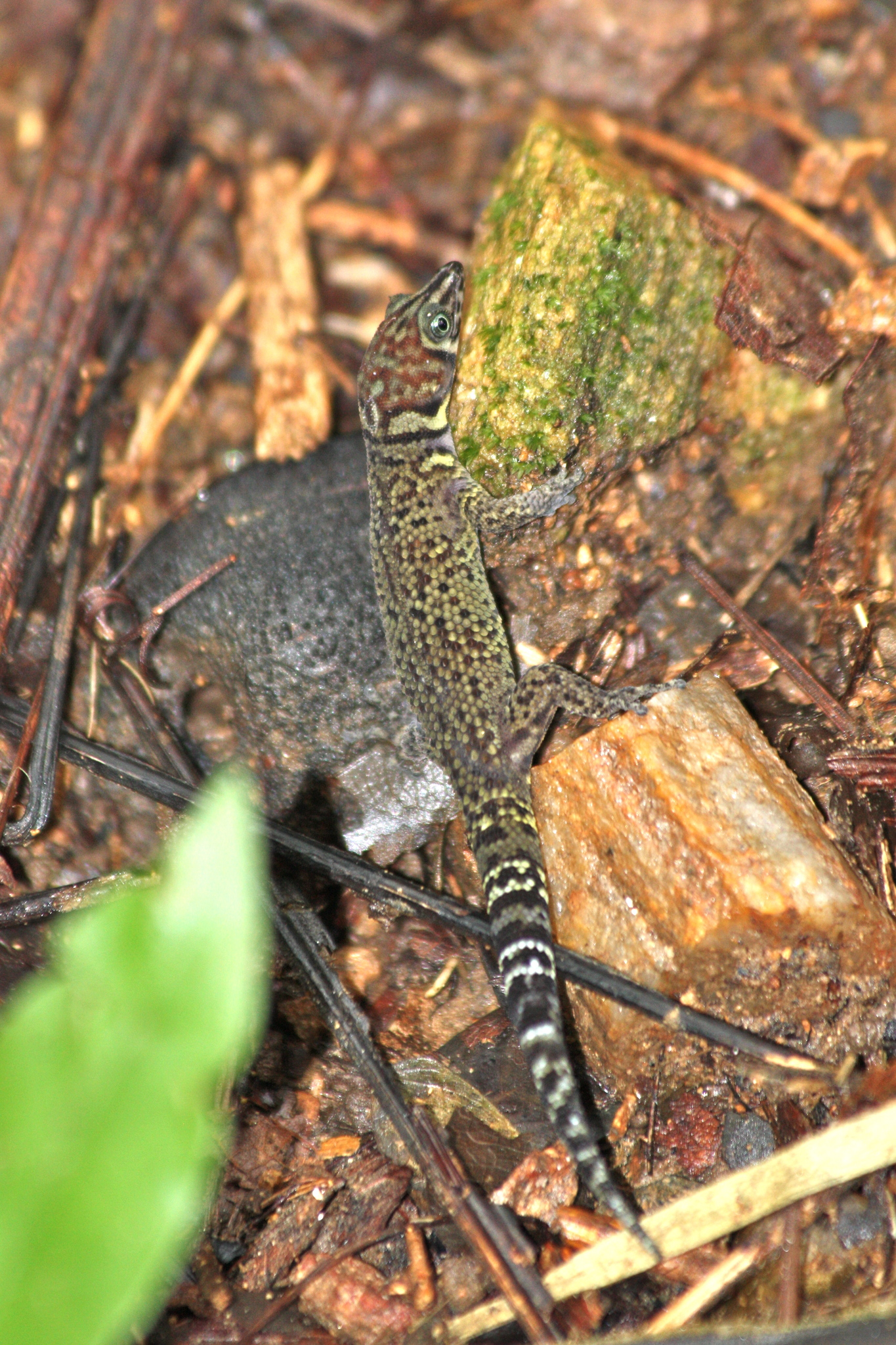
Sphaerodactylus rosaurae auf der Insel Roatán vor der Küste von Honduras

Die Gattung setzt sich aus mehr als 100 Arten zusammen (Stand: Anfang 2014)
- Sphaerodactylus alphus McCranie & Hedges, 2013[2]
- Sphaerodactylus altavelensis Noble & Hassler, 1933
- Sphaerodactylus argivus Garman, 1888
- Sphaerodactylus argus Gosse, 1850
- Sphaerodactylus ariasae Hedges & Thomas, 2001
- Sphaerodactylus armasi Schwartz & Garrido, 1974
- Sphaerodactylus armstrongi Noble & Hassler, 1933
- Sphaerodactylus asterulus Schwartz & Graham, 1980
- Sphaerodactylus beattyi Grant, 1937
- Sphaerodactylus becki Schmidt, 1919
- Sphaerodactylus bromeliarum Peters & Schwartz, 1977
- Sphaerodactylus caicosensis Cochran, 1934
- Sphaerodactylus callocricus Schwartz, 1976
- Sphaerodactylus celicara Garrido & Schwartz, 1982
- Sphaerodactylus cinereus Wagler, 1830
- Sphaerodactylus clenchi Shreve, 1968
- Sphaerodactylus cochranae Ruibal, 1946
- Sphaerodactylus continentalis Werner, 1896[3]
- Sphaerodactylus copei Steindachner, 1867
- Sphaerodactylus corticola Garman, 1888
- Sphaerodactylus cricoderus Thomas, Hedges & Garrido, 1992
- Sphaerodactylus cryphius Thomas & Schwartz, 1977
- Sphaerodactylus darlingtoni Shreve, 1968
- Sphaerodactylus difficilis Barbour, 1914
- Sphaerodactylus docimus Schwartz & Garrido, 1985
- Sphaerodactylus dunni Schmidt, 1936
- Sphaerodactylus elasmorhynchus Thomas, 1966
- Sphaerodactylus elegans (Macleay, 1834)
- Sphaerodactylus elegantulus Barbour, 1917
- Sphaerodactylus epiurus Thomas & Hedges, 1993
- Sphaerodactylus fantasticus (Duméril & Bibron, 1836)
- Sphaerodactylus gaigeae Grant, 1932
- Sphaerodactylus gilvitorques Cope, 1862
- Sphaerodactylus glaucus Cope, 1866
- Sphaerodactylus goniorhynchus Cope, 1895
- Sphaerodactylus graptolaemus Harris & Kluge, 1984
- Sphaerodactylus guanajae McCranie & Hedges, 2012[3]
- Sphaerodactylus heliconiae Harris, 1982
- Sphaerodactylus homolepis Cope, 1886
- Sphaerodactylus inaguae Noble & Klingel, 1932
- Sphaerodactylus intermedius Barbour & Ramsden, 1919
- Sphaerodactylus kirbyi Lazell, 1994
- Sphaerodactylus klauberi Grant, 1931
- Sphaerodactylus ladae Thomas & Hedges, 1988
- Sphaerodactylus lazelli Shreve, 1968
- Sphaerodactylus leonardovaldesi McCranie & Hedges, 2012[3]
- Sphaerodactylus leucaster Schwartz, 1973
- Sphaerodactylus levinsi Heatwole, 1968
- Sphaerodactylus lineolatus Lichtenstein & Von Martens, 1856
- Sphaerodactylus macrolepis Günther, 1859
- Sphaerodactylus mariguanae Cochran, 1934
- Sphaerodactylus microlepis Reinhardt & Lütken, 1862
- Sphaerodactylus micropithecus Schwartz, 1977
- Sphaerodactylus millepunctatus (Hallowell, 1861)
- Sphaerodactylus molei Boettger, 1894
- Sphaerodactylus monensis (Meerwarth, 1901)
- Sphaerodactylus nicholsi Grant, 1931
- Sphaerodactylus nigropunctatus Gray, 1845
- Sphaerodactylus notatus Baird, 1859
- Sphaerodactylus nycteropus Thomas & Schwartz, 1977
- Sphaerodactylus ocoae Schwartz & Thomas, 1977
- Sphaerodactylus oliveri Grant, 1944
- Sphaerodactylus omoglaux Thomas, 1982
- Sphaerodactylus oxyrhinus Gosse, 1850
- Sphaerodactylus pacificus Stejneger, 1903
- Sphaerodactylus parkeri Grant, 1939
- Sphaerodactylus parthenopion Thomas, 1965
- Sphaerodactylus parvus King, 1962
- Sphaerodactylus perissodactylius Thomas & Hedges, 1988
- Sphaerodactylus pimienta Thomas, Hedges & Garrido, 1998
- Sphaerodactylus plummeri Thomas & Hedges, 1992
- Sphaerodactylus poindexteri McCranie & Hedges, 2013[2]
- Sphaerodactylus ramsdeni Ruibal, 1959
- Sphaerodactylus randi Shreve, 1968
- Sphaerodactylus rhabdotus Schwartz, 1970
- Sphaerodactylus richardi Hedges & Garrido, 1993
- Sphaerodactylus richardsonii Gray, 1845
- Sphaerodactylus roosevelti Grant, 1931
- Sphaerodactylus rosaurae Parker, 1940
- Sphaerodactylus ruibali Grant, 1959
- Sphaerodactylus sabanus Cochran, 1938
- Sphaerodactylus samanensis Cochran, 1932
- Sphaerodactylus savagei Shreve, 1968
- Sphaerodactylus scaber Barbour & Ramsden, 1919
- Sphaerodactylus scapularis Boulenger, 1902
- Sphaerodactylus schuberti Thomas & Hedges, 1998
- Sphaerodactylus schwartzi Thomas, Hedges & Garrido, 1992
- Sphaerodactylus semasiops Thomas, 1975
- Sphaerodactylus shrevei Lazell, 1961
- Sphaerodactylus sommeri Graham, 1981
- Sphaerodactylus sputator (Sparrman, 1784)
- Sphaerodactylus storeyae Grant, 1944
- Sphaerodactylus streptophorus Thomas & Schwartz, 1977
- Sphaerodactylus thompsoni Schwartz & Franz, 1976
- Sphaerodactylus torrei Barbour, 1914
- Sphaerodactylus townsendi Grant, 1931
- Sphaerodactylus underwoodi Schwartz, 1968
- Sphaerodactylus vincenti Boulenger, 1891
- Sphaerodactylus williamsi Thomas & Schwartz, 1983
- Sphaerodactylus zygaena Schwartz & Thomas, 1977